# Districtul Hartberg
Districtul Hartberg   a avut în anul 2009 o populație de 67.255  loc., ocupă suparafața de 955,70 km², fiind situat în estul  landului Stiria din Austria. El s-a învecinat la vest și nord-vest cu districtul Weiz, la sud cu districtul Fürstenfeld iar la est cu districtul Güssing.  Pe 1 ianuarie 2013 districtul Hartberg a fost desființat și inclus în districtul Hartberg-Fürstenfeld.

## Localitățile districtului
Districtul cuprinde 50 de comune, două orașe și șapte târguri, nr. de locuitori apare în parateză
| Orașe - Friedberg (Ungültiger Metadaten-Schlüssel 60706Kategorie:Wikipedia:Fehler in Vorlage Metadaten Einwohnerzahl#Ungültiger Metadaten-Schlüssel 60706) - Hartberg (Ungültiger Metadaten-Schlüssel 60710Kategorie:Wikipedia:Fehler in Vorlage Metadaten Einwohnerzahl#Ungültiger Metadaten-Schlüssel 60710) Târguri - Bad Waltersdorf (Ungültiger Metadaten-Schlüssel 60748Kategorie:Wikipedia:Fehler in Vorlage Metadaten Einwohnerzahl#Ungültiger Metadaten-Schlüssel 60748) - Grafendorf bei Hartberg (Ungültiger Metadaten-Schlüssel 60707Kategorie:Wikipedia:Fehler in Vorlage Metadaten Einwohnerzahl#Ungültiger Metadaten-Schlüssel 60707) - Kaindorf (Ungültiger Metadaten-Schlüssel 60715Kategorie:Wikipedia:Fehler in Vorlage Metadaten Einwohnerzahl#Ungültiger Metadaten-Schlüssel 60715) - Neudau (Ungültiger Metadaten-Schlüssel 60720Kategorie:Wikipedia:Fehler in Vorlage Metadaten Einwohnerzahl#Ungültiger Metadaten-Schlüssel 60720) - Pinggau (Ungültiger Metadaten-Schlüssel 60721Kategorie:Wikipedia:Fehler in Vorlage Metadaten Einwohnerzahl#Ungültiger Metadaten-Schlüssel 60721) - Pöllau (Ungültiger Metadaten-Schlüssel 60722Kategorie:Wikipedia:Fehler in Vorlage Metadaten Einwohnerzahl#Ungültiger Metadaten-Schlüssel 60722) - Vorau (Ungültiger Metadaten-Schlüssel 60745Kategorie:Wikipedia:Fehler in Vorlage Metadaten Einwohnerzahl#Ungültiger Metadaten-Schlüssel 60745) | Comune - Blaindorf (Ungültiger Metadaten-Schlüssel 60701Kategorie:Wikipedia:Fehler in Vorlage Metadaten Einwohnerzahl#Ungültiger Metadaten-Schlüssel 60701) - Buch-Geiseldorf (Ungültiger Metadaten-Schlüssel 60702Kategorie:Wikipedia:Fehler in Vorlage Metadaten Einwohnerzahl#Ungültiger Metadaten-Schlüssel 60702) - Dechantskirchen (Ungültiger Metadaten-Schlüssel 60703Kategorie:Wikipedia:Fehler in Vorlage Metadaten Einwohnerzahl#Ungültiger Metadaten-Schlüssel 60703) - Dienersdorf (Ungültiger Metadaten-Schlüssel 60704Kategorie:Wikipedia:Fehler in Vorlage Metadaten Einwohnerzahl#Ungültiger Metadaten-Schlüssel 60704) - Ebersdorf (Ungültiger Metadaten-Schlüssel 60705Kategorie:Wikipedia:Fehler in Vorlage Metadaten Einwohnerzahl#Ungültiger Metadaten-Schlüssel 60705) - Eichberg (Ungültiger Metadaten-Schlüssel 60716Kategorie:Wikipedia:Fehler in Vorlage Metadaten Einwohnerzahl#Ungültiger Metadaten-Schlüssel 60716) - Greinbach (Ungültiger Metadaten-Schlüssel 60708Kategorie:Wikipedia:Fehler in Vorlage Metadaten Einwohnerzahl#Ungültiger Metadaten-Schlüssel 60708) - Großhart (Ungültiger Metadaten-Schlüssel 60709Kategorie:Wikipedia:Fehler in Vorlage Metadaten Einwohnerzahl#Ungültiger Metadaten-Schlüssel 60709) - Hartberg Umgebung (Ungültiger Metadaten-Schlüssel 60711Kategorie:Wikipedia:Fehler in Vorlage Metadaten Einwohnerzahl#Ungültiger Metadaten-Schlüssel 60711) - Hartl (Ungültiger Metadaten-Schlüssel 60712Kategorie:Wikipedia:Fehler in Vorlage Metadaten Einwohnerzahl#Ungültiger Metadaten-Schlüssel 60712) - Hofkirchen bei Hartberg (Ungültiger Metadaten-Schlüssel 60713Kategorie:Wikipedia:Fehler in Vorlage Metadaten Einwohnerzahl#Ungültiger Metadaten-Schlüssel 60713) - Kaibing (Ungültiger Metadaten-Schlüssel 60714Kategorie:Wikipedia:Fehler in Vorlage Metadaten Einwohnerzahl#Ungültiger Metadaten-Schlüssel 60714) - Lafnitz (Ungültiger Metadaten-Schlüssel 60717Kategorie:Wikipedia:Fehler in Vorlage Metadaten Einwohnerzahl#Ungültiger Metadaten-Schlüssel 60717) - Limbach bei Neudau (Ungültiger Metadaten-Schlüssel 60718Kategorie:Wikipedia:Fehler in Vorlage Metadaten Einwohnerzahl#Ungültiger Metadaten-Schlüssel 60718) - Mönichwald (Ungültiger Metadaten-Schlüssel 60719Kategorie:Wikipedia:Fehler in Vorlage Metadaten Einwohnerzahl#Ungültiger Metadaten-Schlüssel 60719) - Pöllauberg (Ungültiger Metadaten-Schlüssel 60723Kategorie:Wikipedia:Fehler in Vorlage Metadaten Einwohnerzahl#Ungültiger Metadaten-Schlüssel 60723) - Puchegg (Ungültiger Metadaten-Schlüssel 60724Kategorie:Wikipedia:Fehler in Vorlage Metadaten Einwohnerzahl#Ungültiger Metadaten-Schlüssel 60724) - Rabenwald (Ungültiger Metadaten-Schlüssel 60725Kategorie:Wikipedia:Fehler in Vorlage Metadaten Einwohnerzahl#Ungültiger Metadaten-Schlüssel 60725) - Riegersberg (Ungültiger Metadaten-Schlüssel 60726Kategorie:Wikipedia:Fehler in Vorlage Metadaten Einwohnerzahl#Ungültiger Metadaten-Schlüssel 60726) - Rohr bei Hartberg (Ungültiger Metadaten-Schlüssel 60727Kategorie:Wikipedia:Fehler in Vorlage Metadaten Einwohnerzahl#Ungültiger Metadaten-Schlüssel 60727) - Rohrbach an der Lafnitz (Ungültiger Metadaten-Schlüssel 60728Kategorie:Wikipedia:Fehler in Vorlage Metadaten Einwohnerzahl#Ungültiger Metadaten-Schlüssel 60728) - Saifen-Boden (Ungültiger Metadaten-Schlüssel 60729Kategorie:Wikipedia:Fehler in Vorlage Metadaten Einwohnerzahl#Ungültiger Metadaten-Schlüssel 60729) - Sankt Jakob im Walde (Ungültiger Metadaten-Schlüssel 60730Kategorie:Wikipedia:Fehler in Vorlage Metadaten Einwohnerzahl#Ungültiger Metadaten-Schlüssel 60730) - Sankt Johann bei Herberstein (Ungültiger Metadaten-Schlüssel 60731Kategorie:Wikipedia:Fehler in Vorlage Metadaten Einwohnerzahl#Ungültiger Metadaten-Schlüssel 60731) - Sankt Johann in der Haide (Ungültiger Metadaten-Schlüssel 60732Kategorie:Wikipedia:Fehler in Vorlage Metadaten Einwohnerzahl#Ungültiger Metadaten-Schlüssel 60732) - Sankt Lorenzen am Wechsel (Ungültiger Metadaten-Schlüssel 60733Kategorie:Wikipedia:Fehler in Vorlage Metadaten Einwohnerzahl#Ungültiger Metadaten-Schlüssel 60733) - Sankt Magdalena am Lemberg (Ungültiger Metadaten-Schlüssel 60734Kategorie:Wikipedia:Fehler in Vorlage Metadaten Einwohnerzahl#Ungültiger Metadaten-Schlüssel 60734) - Schachen bei Vorau (Ungültiger Metadaten-Schlüssel 60735Kategorie:Wikipedia:Fehler in Vorlage Metadaten Einwohnerzahl#Ungültiger Metadaten-Schlüssel 60735) - Schäffern (Ungültiger Metadaten-Schlüssel 60736Kategorie:Wikipedia:Fehler in Vorlage Metadaten Einwohnerzahl#Ungültiger Metadaten-Schlüssel 60736) - Schlag bei Thalberg (Ungültiger Metadaten-Schlüssel 60737Kategorie:Wikipedia:Fehler in Vorlage Metadaten Einwohnerzahl#Ungültiger Metadaten-Schlüssel 60737) - Schönegg bei Pöllau (Ungültiger Metadaten-Schlüssel 60738Kategorie:Wikipedia:Fehler in Vorlage Metadaten Einwohnerzahl#Ungültiger Metadaten-Schlüssel 60738) - Sebersdorf (Ungültiger Metadaten-Schlüssel 60739Kategorie:Wikipedia:Fehler in Vorlage Metadaten Einwohnerzahl#Ungültiger Metadaten-Schlüssel 60739) - Siegersdorf bei Herberstein (Ungültiger Metadaten-Schlüssel 60740Kategorie:Wikipedia:Fehler in Vorlage Metadaten Einwohnerzahl#Ungültiger Metadaten-Schlüssel 60740) - Sonnhofen (Ungültiger Metadaten-Schlüssel 60741Kategorie:Wikipedia:Fehler in Vorlage Metadaten Einwohnerzahl#Ungültiger Metadaten-Schlüssel 60741) - Stambach (Ungültiger Metadaten-Schlüssel 60742Kategorie:Wikipedia:Fehler in Vorlage Metadaten Einwohnerzahl#Ungültiger Metadaten-Schlüssel 60742) - Stubenberg (Ungültiger Metadaten-Schlüssel 60743Kategorie:Wikipedia:Fehler in Vorlage Metadaten Einwohnerzahl#Ungültiger Metadaten-Schlüssel 60743) - Tiefenbach bei Kaindorf (Ungültiger Metadaten-Schlüssel 60744Kategorie:Wikipedia:Fehler in Vorlage Metadaten Einwohnerzahl#Ungültiger Metadaten-Schlüssel 60744) - Vornholz (Ungültiger Metadaten-Schlüssel 60746Kategorie:Wikipedia:Fehler in Vorlage Metadaten Einwohnerzahl#Ungültiger Metadaten-Schlüssel 60746) - Waldbach (Ungültiger Metadaten-Schlüssel 60747Kategorie:Wikipedia:Fehler in Vorlage Metadaten Einwohnerzahl#Ungültiger Metadaten-Schlüssel 60747) - Wenigzell (Ungültiger Metadaten-Schlüssel 60749Kategorie:Wikipedia:Fehler in Vorlage Metadaten Einwohnerzahl#Ungültiger Metadaten-Schlüssel 60749) - Wörth an der Lafnitz (Ungültiger Metadaten-Schlüssel 60750Kategorie:Wikipedia:Fehler in Vorlage Metadaten Einwohnerzahl#Ungültiger Metadaten-Schlüssel 60750) |

|  |